# René Lefebvre (homme politique, 1893-1976)
Pour les articles ayant des titres homophones, voir René Lefèvre et Lefebvre.
René-Leopold-Henri Lefebvre (Tournai, le 8 août 1893 - Lamain, le 26 mars 1976) est un homme politique belge et un militant wallon.

## Biographie
René Lefebvre est le fils d'Henri Auguste Lefebvre, ingénieur civil et bourgmestre de Lamain, et d'Anna Adèle Debucquoi. Il suit ses études à l'Athénée royal de Tournai et à Gembloux, dont il sort ingénieur agronome.
Il fut bourgmestre de Lamain de 1921 à sa mort et député libéral de Tournai de 1936 à 1974. Il fut aussi ministre de l'agriculture de 1945 à 1947 c'est-à-dire à une époque où les catholiques n'étaient pas au pouvoir, ceux-ci se réservant traditionnellement le portefeuille de l'agriculture, soutenus par le puissant Boerenbond. Il s'évertue à décentraliser son ministère en créant des directions provinciales mais cette réforme fut annulée par le ministre catholique qui lui succède.
De 1948 à 1958, il est un membre du Centre Harmel désigné par la Chambre. Il est l'auteur d'une proposition de loi organisant une Consultation populaire sur le retour de Léopold III. En janvier 1950, avec les députés Maurice Destenay, René Drèze, Raymond Becquevort et René Dupriez, il dépose un autre projet de Consultation populaire dont la question est formulée comme suit : « Êtes-vous d'avis qu'il y a lieu d'accorder l'autonomie à la Flandre et à la Wallonie dans le cadre de l'État belge ? ». Lors du Congrès National wallon extraordinaire de mars 1950, René Lefebvre se prononce avec violence contre le retour de Léopold III. Il émet le vœu que la Belgique devienne un État fédéral peu de temps avant que ne soit signé l'Accord Schreurs-Couvreur.
Il fait partie du Gouvernement d'Achille van Acker de 1954 à 1958. Le 30 mai 1956, le gouvernement décide de la création d'un comité ministériel chargé d'étudier la création de conseils culturels régionaux avec Jean Rey, Antoine Spinoy, Léo Collard et Pierre Vermeylen. En décembre, les travaux de ce comité deviennent un projet de loi déposé par le Gouvernement mais trop édulcoré aux yeux du Mouvement wallon. Les élections de 1958 ne permettent pas la reconduction d'un gouvernement du même type, le PSC ayant conquis la majorité des sièges au Sénat. Par ailleurs le Parti libéral abandonne son anticléricalisme et revient à l'unitarisme qui lui vaudra le succès électoral de 1965. Même si René Lefebvre se détourne de l'action wallonne, il propose en 1961 la création d'une nouvelle province, la Province du Tournaisis afin de faciliter l'intégration de Mouscron à la Wallonie.

## Décoration
- Chevalier grand-croix de l'ordre du Mérite de la République italienne (1960)[2]